# Clase Hotel
Clase Hotel es la designación de la OTAN del primer tipo de submarinos de propulsión nuclear con misiles balísticos de la Unión Soviética en 1959. En la Unión Soviética, eran conocidos como Proyecto 658 en ruso проект 658.

## Diseño
El 26 de agosto de 1956 se aprobó el desarrollo del submarino, diseñado para llevar el sistema de lanzamiento D-2 con misiles R-13. El trabajo en el diseño comenzó en septiembre de 1956, y el proyecto técnico se completó en el primer trimestre de 1957.
La tarea del jefe de diseño del proyecto 658 fue asignada originalmente al ingeniero jefe del OKB-18, P. Z. Golosovskiy. En febrero de 1958 la gestión del proyecto fue transferido a I. V. Mikhaylov, que en octubre de 1958 sería reemplazado por S. N. Kovalev. El diputado jefe de diseño fue de principio I. D. Spasskiy.
El diseño del hotel se basó en el proyecto 627 Clase November, el primer submarino nuclear soviético, modificado mediante la adición del compartimiento de misiles de los submarinos de la Clase Golf. Además, se añadieron pequeños estabilizadores horizontales para una mejor maniobrabilidad, y un más fiable mando de control electro-hidráulico de las superficies para operaciones de alta velocidad bajo el agua con reducción de ruido.
El sistema D-2 de lanzamiento disponía de tres misiles R-13 en contenedores verticales directamente detrás de la vela. El submarino debía emerger para poner disparar, pero los tres misiles podrían ser lanzados en 12 minutos.

## Construcción

### Morfología
A diferencia con los submarinos del Proyecto 627, que tenía la proa de forma redondeada, el proyecto 658 recibió contorno afilado del extremo delantero. Esta decisión de diseño se hizo para mejorar la navegación de los submarinos en superficie, ya que en principio el lanzamiento de los misiles balísticos se realizaría sólo en superficie.
El casco exterior fue construido mediante un método longitudinal, que proporcionan un ahorro significativo de metal y una serie de ventajas tecnológicas respecto a los submarinos anteriores. El casco resistente tenía una forma cilíndrica en la mayoría de la longitud de la embarcación, que se convertía en cono en los extremos. El cuarto compartimento era la excepción y tenía forma de "ocho" con una plataforma horizontal que separa el compartimiento en la mitad superior e inferior.
El casco resistente estaba dividido mediante mamparos transversales en diez compartimentos:
1. - sala de torpedo.
2. - baterías.
3. - sala de control.
4. - compartimento de misiles.
5. - generadores diésel.
6. - sala de reactores.
7. - sala de turbinas.
8. - sistema electromotriz.
9. - mecanismos de apoyo.
10. - compartimento de popa.

En popa estaban situadas dos hélices en un mismo plano horizontal.

### Planta motriz
La planta motriz estaba formada por dos reactores nucleares de agua a presión VM-A. Situados uno tras otro en el plano diametral del submarino con dos generadores de vapor y dos unidades de turbina 60 D.S. Para mejorar la fiabilidad se introdujo la duplicidad de los elementos clave, por lo que se adoptó un patrón de doble hélice y doble eje. El proyecto también incluía dos motores eléctricos de 450 CV de potencia cada uno y dos generadores diesel DG-400 movido cada uno por un motor diésel M-820.

## Versiones

### Pr. 658 (Hotel I)
El primer submarino de la clase, el [K-19]], se botó el 17 de octubre de 1958, y bajo el mando del capitán Nikolai Vladimirovich Zateyev se hizo famoso por sufrir numerosos contratiempos y siniestros. El último de los ocho submarinos Hotel se botó el 1 de abril de 1962. Todos ellos fueron construidos en los Astilleros Estatales N.º 402 de Severodvinsk, en la actual Rusia. Las ocho unidades fueron: K-19, K-33, K-55, K-40, K-16, K-145, K-149 ( Komsomolets Ukrainskiy ) y K-178.

Proyecto 658 (Проект 658).

| Numeral     | Astillero             | Puesta en grada          | Botado                   | Puesta en servicio      | Status                                     |
| ----------- | --------------------- | ------------------------ | ------------------------ | ----------------------- | ------------------------------------------ |
| K-19        | SEVMASH, Severodvinsk | 17 de octubre de 1958    | 11 de octubre de 1959    | 12 de noviembre de 1960 | Dado de baja 1991 como KS-19 para desguace |
| K-33 "K-54" | SEVMASH, Severodvinsk | 9 de febrero de 1959     | 6 de agosto de 1960      | 24 de diciembre de 1960 | Dado de baja 1987 para desguace            |
| K-55        | SEVMASH, Severodvinsk | 5 de agosto de 1959      | 18 de septiembre de 1960 | 27 de diciembre de 1960 | Dado de baja 1989 para desguace            |
| K-40        | SEVMASH, Severodvinsk | 6 de diciembre de 1959   | 18 de junio de 1961      | 27 de diciembre de 1961 | Dado de baja 1987 para desguace            |
| K-16        | SEVMASH, Severodvinsk | 5 de mayo de 1960        | 31 de julio de 1961      | 28 de diciembre de 1961 | Dado de baja 1987 para desguace            |
| K-145       | SEVMASH, Severodvinsk | 21 de enero de 1961      | 30 de mayo de 1962       | 31 de octubre de 1962   | Dado de baja 1989 para desguace            |
| K-149       | SEVMASH, Severodvinsk | 12 de abril de 1961      | 20 de julio de 1962      | 27 de octubre de 1962   | Dado de baja 1991 para desguace            |
| K-178       | SEVMASH, Severodvinsk | 11 de septiembre de 1961 | 1 de abril de 1962       | 8 de diciembre de 1962  | Dado de baja 1990 para desguace            |

### Pr. 658M (Hotel II)
Desde 1961 hasta 1963, todos los hoteles menos uno, el K-145, se equiparon con el nuevo sistema de lanzamiento D-4. Esto les permitía lanzar misiles desde una profundidad de 16 m, antes de su lanzamiento, el silo de lanzamiento debían ser inundadas. Estaban armados con misiles R-21 (OTAN:SS-N-5 Serb), con un alcance de 1.200 km (650 mn). La instalación del sistema de lanzamiento D-4 requirió de algunos cambios estructurales en el submarino. El diseñador en jefe de la modificación fue SN Kovalev. Los submarinos modificado recibió designación OTAN de Hotel II.

Proyecto 658M (Проект 658М).

### Pr. 701 (Hotel III)
Entre 1969 y 1970 el K-145 fue modificado como Proyecto 701 para probar los misiles R-29. Los trabajos de modernización se llevaron a cabo durante el mantenimiento rutinario y comenzaron en diciembre de 1969. Se colocaron seis lanzadores de misiles R-29 en dos compartimentos, cada uno con tres lanzadores. Esto hizo que la eslora se alargara hasta los 130 metros y su desplazamiento aumentara hasta 5500 toneladas en superficie y 6400 toneladas en inmersión. La velocidad máxima se redujo a 18 nudos (33 km/h) en superficie y 22 nudos (41 km/h) en inmersión. La OTAN le asignó a la nueva clase el nombre de Hotel III.

Proyecto 701 (Проект 701).

En 25 de marzo de 1971 finalizaron las pruebas en el muelle de la Flota del Norte. Las pruebas de misil R-29 en polígono terminaron en noviembre de 1971, por lo que las pruebas conjuntas del barco y el sistema D-9 no comenzaron hasta diciembre de 1971. El 25 de diciembre de 1971 se realizó el primer lanzamiento con éxito desde la superficie, puesto que la situación de los hielos en el mar Blanco no permitía hacer el lanzamiento sumergido. Los tres lanzamientos siguientes también se realizaron con éxito. Pero durante el quinto lanzamiento en marzo de 1972 en los preparativos para el lanzamiento la presurización provocó la destrucción del depósito de combustible de la primera etapa. El capitán de 2.º rango Yu. Illarionov ordenó un ascenso de emergencia y anular las preparación del lanzamiento e hizo abrir la compuerta del silo. Sin embargo, estas medidas no impidieron la explosión. El silo aguantó, pero el accidente obligó a enviar a reparar el submarino a la Fábrica de Construcción de Maquinaria del Norte. Las reparaciones duraron hasta el 3 de agosto de 1972. Las pruebas terminaron el 28 de noviembre de 1972 después del disparo de 13 cohetes. Por primera vez en el mundo dos cohetes se dispararon a una distancia intercontinental — a un polígono naval del Océano Pacífico. El 19 de diciembre de 1976 se firmó el acta de vuelta al servicio activo.

### Pr. 658S
En el marco del acuerdo de reducción de armamento SALT-I se eliminaron los misiles balísticos de los submarinos pr. 658M. Para lo cual se eliminaron los silos. El submarino K-19 fue modificado y se convirtió en un submarino de tareas especiales empleado como plataforma de prueba de nuevos equipos electrónicos y de comunicación.

Proyecto 658S (Проект 658С).

### Pr. 658U
En el marco del acuerdo de reducción de armamento SALT-I se eliminaron los misiles balísticos de los submarinos pr. 658M. Para lo cual se eliminaron los silos. Los submarinos de la flota del Pacífico K-55 y K-178 se transformaron en buque de comunicaciones según el proyecto 658U.

Proyecto 658U (Проект 658У).

## Armamento

### Torpedos
Los submarinos proyecto 658 y proyecto 658M disponía de cuatro tubos lanzatorpedos del calibre 533 mm en proa. Podían emplear todos los tipos de torpedos existentes, incluso los de ojiva nuclear. El control de tiro se llevaba a cabo mediante un sistema automatizado, "Plutonio" (en ruso Плутоний). Se podía dispara hasta profundidades de 100 metros. Además disponían de cuatro tubos lanzatorpedos de calibre 400 mm, dos en proa y dos a popa. Estos tubos estaban diseñados para disparar torpedos antisubmarinos, que se utilizan para la defensa. Estos podían dispara hasta una profundidad de 250 metros.

### Misiles

#### Misiles balísticos del proyecto 658
La limitada amplitud del casco (como consecuencia de basarse en los submarinos del proyecto 627) y el gran tamaño de misiles balísticos soviéticos y el equipo de lanzamiento obligó a instalar los silos de misiles de una sola fila, mientras que los norteamericanos los colocaban en dos filas paralelas. Los tres silos de misiles se encontraban en la corte de cerca de [3]. Los submarinos Proyecto 658 llevaban 3 misiles balísticos R-13 del sistema de lanzamiento de superficie Д-2 (D-2). Los misiles R-13 son de una etapa de combustible líquido con una masa de 13 745 kg, una longitud de 11,8 m, un diámetro del cuerpo de 1,3 m y 1,9 m con los estabilizadores desplegados. Estaba equipado con una ojiva nuclear de 1 Mt y un peso de 1,6 t y 600 km de alcance. Cuando se dispara a quemarropa la máxima desviación circular probable (CEP) prevista era de 4 kilómetros [4]. Para prevenir riesgo de incendio en el almacenamiento de misiles con combustibles líquidos hipergólicos, en la fábrica sólo se cargaba el oxidante - AK-27I (una solución de tetróxido de nitrógeno en ácido nítrico concentrado) en el misil. El combustible TG-02 (una mezcla de xilidina y trietilamina ), iba almacenado de forma separada para cada misil en un tanque especial fuera del casco de presión y se suministraba al cohete instantes antes del lanzamiento [5]. El disparo de los tres misiles pueden llevar a cabo dentro de los 12 minutos después de que el submarino saliera a la superficie.

#### Misiles balísticos del proyecto 658M
La necesidad de lanzar los misiles desde la superficie reducía significativamente su operatividad, por lo que los submarinos del proyecto 658 se modernizaron con la instalación de tres lanzadores, SM-87-1 [6] misiles R-21 complejos de la D-4, para realizar los lanzamientos bajo el agua. Los misiles de combustible líquido de una etapa tenía un peso de lanzamiento de 19,7 t, una longitud de 14,2 m y un diámetro máximo de cuerpo de 1,3 m [7]. El misil podía llevar una cabeza de combate de 1.200 kg y una capacidad de 1 Mt a una distancia de 1.400 km (CEP 2.8 km) [8].
El empleo de misiles con lanzamiento sumergido generó la necesidad de crear un sistema para mantener el submarino en un determinado rango de profundidades durante los lanzamientos de misiles. Sin este sistema después lanzamiento de un misil el submarino ascendía 16 metros, lo que obligaba a volver el barco a la profundidad predeterminada para el próximo lanzamiento[6]. Antes del disparo el espacio anular entre el cohete y silo se llenaba de agua de mar. Para evitar la creación de un desequilibrio de la flotabilidad del submarino dicho llenado se realizaba mediante unos tanques especiales de pre-llenado. Después del lanzamiento el desequilibrio creado en la flotabilidad se corregía con un tanque de compensación especiales con capacidad para unos 15 metros cúbicos de agua [6]. El disparo del misil Р-21 se llevaba a cabo a una profundidad entre 40 a 60 metros (medido desde la parte inferior del misil), el submarino se desplazaba a una velocidad de 4,2 nudos y el estado del mar de hasta fuerza 5. El tiempo de prelanzamiento del primer cohete para ponerlo en marcha unos 30 minutos. Mientras que disparar los tres misiles de hasta 10 minutos más[9].

##### El procedimiento para iniciar el R-21
El cohete R-21 estaba suspendido en el silo mediante amortiguadores especiales, y la parte trasera descansaba en una plataforma de lanzamiento especial. El sistema de navegación del submarino, "Sigma-658" seguimiento el rumbo y demás información, calculaba la velocidad del barco y asegurar la continua actualización de las coordenadas. Durante la previa al lanzamiento de los misiles los datos se transmitían a los dispositivos informáticos "Stavropol-1" y "Emerald-1". Estos dispositivos basándose en los datos de "Sigma-658," y teniendo en cuenta la rotación de la Tierra y su no esféricas, calcula los ángulos de disparo para los dispositivos giroscópicos a bordo de los cohetes tanto en el plano vertical y como el horizontal, la distancia actual al objetivo y los comunicaban al misil[10].
En los momentos previos al lanzamiento del R-21 se llevaba a cabo una presurización preliminar de los tanques a una presión de 2,4 atmósfera. A continuación, se llenaba de agua es espacio entre el silo y el misil, y continuaba la presurización hasta llegar a 8.5 atm. Además en la parte inferior de misil se formaba una burbuja de aire en la que más tarde se producirá el arranque del motor cohete. Después de llenar el silo con agua igualaba su presión con la fuera[6]. Se abría la tapa del silo. Se mandaba la señal de puesta en marcha del motor de misil. El inicio se hace a poca potencia, y se llegaba al rendimiento del modo de crucero mediante una secuencia especial. Los productos de la combustión iban a la burbuja de aire, lo que reducía el golpe de ariete. La presión en el fondo aumentaba y empujaba al misil fuera del silo. Los collares montados en el cohete se deslizaban por las guías especiales, y el cohete salía del silo. La tapa del silo se cerraba. Se llenaba el tanque de equilibrado para mantener el buque a una profundidad determinada. EL silo se drenaba, y se llevaba a cabo lanzamiento del siguiente cohete.

#### Misiles balísticos del proyecto 701
El submarino proyecto 701 disponía de seis lanzadores 4C-75-1 con misil R-29 del sistema D-9. Era un misil de combustible líquido de dos etapas. Tenía una masa de 33,3 t, una longitud de 13 m y un diámetro máximo de 1,8 metros. El peso de la cabeza de combate 1100 kg y podía lanzar 1 Mt a una distancia de 7800 km. Gracias al empleo del acimut celeste se obtuvo una alta precisión en la orientación - el CEP cuando se dispara a máximo alcance era de 1,5 millas. El disparo del R-29 se podía realizar tanto sumergido como en superficie. Todos los misiles podrían ser lanzados en una salva a la velocidad de los submarinos de hasta 5 nudos a una profundidad de 50 m y estado del mar hasta fuerza 6  [11].

## Ficción
La historia del primer accidente de K-19 fue adaptada, con cierta libertad, al cine en la película K-19: The Widowmaker (2002), protagonizada por Harrison Ford y Liam Neeson.

### Enlaces web
- Página en ruso
- Página en inglés de FAS
- Hotel class submarines - Complete Ship List (en inglés)
- ruspodlodka.narod.ru// Proyecto 658 (en ruso)
- deepstorm.ru//  Proyecto 658 y 658М (OTAN — «Hotel I» y «Hotel II»)(Página en ruso)
- Proyecto 658 Hotel-I class(en ruso)
- Proyecto 658, 658M, 658T, 658У (en ruso)
- Советская Proyecto 658 Archivado el 15 de marzo de 2012 en Wayback Machine.(en ruso)